# Natação nos Jogos Olímpicos de Verão da Juventude de 2010 - 50 m costas masculino
As provas dos 50 metros costas masculino da natação nos Jogos Olímpicos de Verão da Juventude de 2010 foram realizadas no dias 17 e 18 de agosto, na Escola dos Desportos, em Cingapura. 16 nadadores estavam inscritos neste evento.

## Medalhistas
| Ouro   | TRI Christian Homer                      |
| Prata  | SIN Rainer Kai Wee Ng                    |
| Bronze | KUW Abdullah Altuwaini AUS Max Ackermann |

## Semifinais

### Semifinal 1
| Pos. | Raia | Nome                 | País                  | Tempo | Notas |
| ---- | ---- | -------------------- | --------------------- | ----- | ----- |
| 1    | 6    | Christian Homer      | TRI Trinidad e Tobago | 26.31 | Q     |
| 2    | 4    | Abdullah Altuwaini   | KUW Kuwait            | 26.62 | Q     |
| 2    | 8    | Alexis Santos        | POR Portugal          | 26.62 | Q     |
| 4    | 5    | Max Ackermann        | AUS Austrália         | 26.63 | Q     |
| 5    | 3    | Matuesz Wysoczynkski | POL Polônia           | 26.80 | Q     |
| 6    | 2    | Abbas Raad           | LIB Líbano            | 28.76 |       |
| 7    | 7    | Fouad Al Atrash      | PLE Palestina         | 30.80 |       |
| 8    | 1    | Ammar Ghanim         | YEM Iêmen             | 37.56 |       |

### Semifinal 2
| Pos. | Raia | Nome                        | País            | Tempo | Notas           |
| ---- | ---- | --------------------------- | --------------- | ----- | --------------- |
| 1    | 3    | Rainer Kai Wee Ng           | SIN Singapura   | 26.37 | Q               |
| 2    | 4    | Andrii Kovbasa              | UKR Ucrânia     | 26.48 | Q               |
| 3    | 6    | Pedro Costa                 | BRA Brasil      | 27.04 | Q               |
| 4    | 5    | Hans Hjelm                  | SWE Suécia      | 27.23 |                 |
| 5    | 2    | Martin Fakla                | SVK Eslováquia  | 27.54 |                 |
| 6    | 8    | Heshan Unamboowe            | SRI Sri Lanka   | 27.70 |                 |
| 7    | 1    | Ruslan Baimanov             | KAZ Cazaquistão | 27.94 |                 |
|      | 7    | Alan Wladimir Abarca Cortes | CHI Chile       |       | Desclassificado |

## Final
| Pos.              | Raia | Nome                | País                  | Tempo | Notas |
| ----------------- | ---- | ------------------- | --------------------- | ----- | ----- |
| Medalha de ouro   | 4    | Christian Homer     | TRI Trinidad e Tobago | 26.36 |       |
| Medalha de prata  | 5    | Rainer Kai Wee Ng   | SIN Singapura         | 26.45 |       |
| Medalha de bronze | 6    | Abdullah Altuwaini  | KUW Kuwait            | 26.46 |       |
| Medalha de bronze | 7    | Max Ackermann       | AUS Austrália         | 26.46 |       |
| 5                 | 3    | Andrii Kovbasa      | UKR Ucrânia           | 26.58 |       |
| 6                 | 2    | Alexis Santos       | POR Portugal          | 26.86 |       |
| 7                 | 1    | Matuesz Wysoczynski | POL Polônia           | 26.96 |       |
| 8                 | 8    | Pedro Costa         | BRA Brasil            | 27.16 |       |